# Квалификације за Светско првенство у ватерполу 2013 — УАНА
Амерички ватерполо турнир (УАНА) је одржан у Калгарију, у Канади од 30. до 3. фебруара 2013. Прве две екипе су се пласирале на Светско првенство 2013. у Барселони.

### Учесници
| Северна Америка           | Јужна Америка      |
| ------------------------- | ------------------ |
| Канада · Сједињене Државе | Бразил · Аргентина |

### Групна фаза
| Датум      |                  | Резултат |           | Четвртине          |
| ---------- | ---------------- | -------- | --------- | ------------------ |
| 30. јануар | Сједињене Државе | 6 : 10   | Канада    | 2:4; 0:3; 3:3; 1:0 |
| 30. јануар | Бразил           | 5 : 8    | Аргентина | 0:1; 2:2; 1:3; 2:2 |
| 31. јануар | Аргентина        | 3 : 11   | Канада    | 0:2; 1:2; 1:4; 1:3 |
| 31. јануар | Сједињене Државе | 14 : 2   | Бразил    | 5:1; 4:1; 3:0; 2:0 |
| 1. фебруар | Бразил           | 7 : 14   | Канада    | 2:5; 0:3; 2:4; 3:2 |
| 1. фебруар | Сједињене Државе | 13 : 3   | Аргентина | 3:1; 2:0; 4:1; 4:1 |

| Екипа               | И | Д | Н | ИЗ | ГД | ГП | ГР  | Бод |
| ------------------- | - | - | - | -- | -- | -- | --- | --- |
| 1. Канада           | 3 | 3 | 0 | 0  | 35 | 16 | +19 | 6   |
| 2. Сједињене Државе | 3 | 2 | 0 | 1  | 33 | 26 | −15 | 4   |
| 3. Аргентина        | 3 | 1 | 0 | 2  | 14 | 29 | −15 | 2   |
| 4. Бразил           | 3 | 0 | 0 | 3  | 14 | 36 | -22 | 0   |

### Полуфинале
| Датум      |                  | Резултат |           | Четвртине |
| ---------- | ---------------- | -------- | --------- | --------- |
| 2. фебруар | Канада           | 7 : 6    | Бразил    |           |
| 2. фебруар | Сједињене Државе | 15 : 8   | Аргентина |           |

### За 3. место
| Датум      |        | Резултат |           | Четвртине |
| ---------- | ------ | -------- | --------- | --------- |
| 2. фебруар | Бразил | 10 : 6   | Аргентина |           |

### Финале
| Датум      |        | Резултат |                  | Четвртине |
| ---------- | ------ | -------- | ---------------- | --------- |
| 13. јануар | Канада | 6 : 5    | Сједињене Државе |           |

## Коначан пласман
| Пласман | Екипа            |
| ------- | ---------------- |
|         | Канада           |
|         | Сједињене Државе |
| 3.      | Бразил           |
| 4.      | Аргентина        |

## Унутрашње везе
Светско првенство у ватерполу за мушкарце 2013.